# Gimcheon-Stadion
Das Gimcheon-Stadion (koreanisch 김천종합운동장) ist ein Fußballstadion in der südkoreanischen Stadt Gimcheon. Erbaut wurde das Stadion von 1996 bis 2000. Das Fußball-Franchise Gimcheon Sangmu FC nutzt seit der Spielzeit 2021 das Stadion als Heimspielstätte.

## Galerie

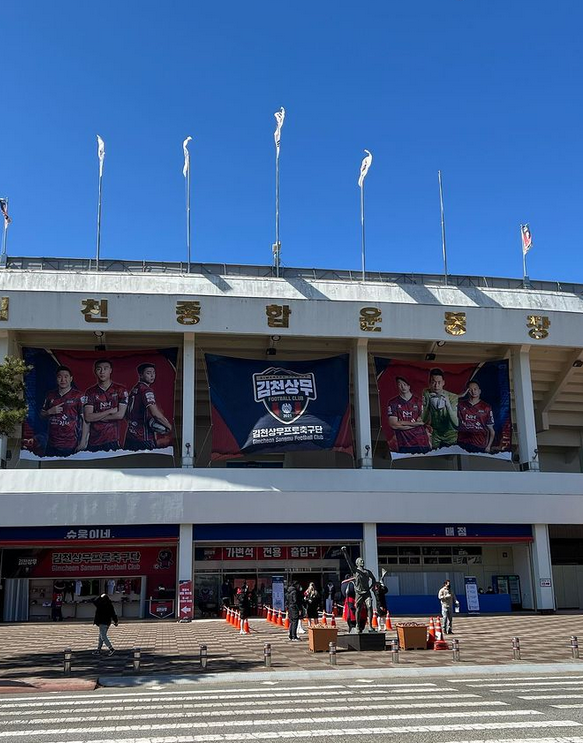
Außenfassade der Haupttribüne
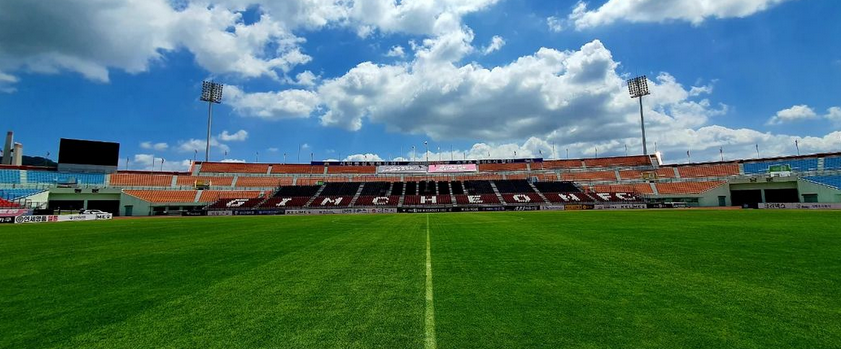
Sicht auf die Gegentribüne
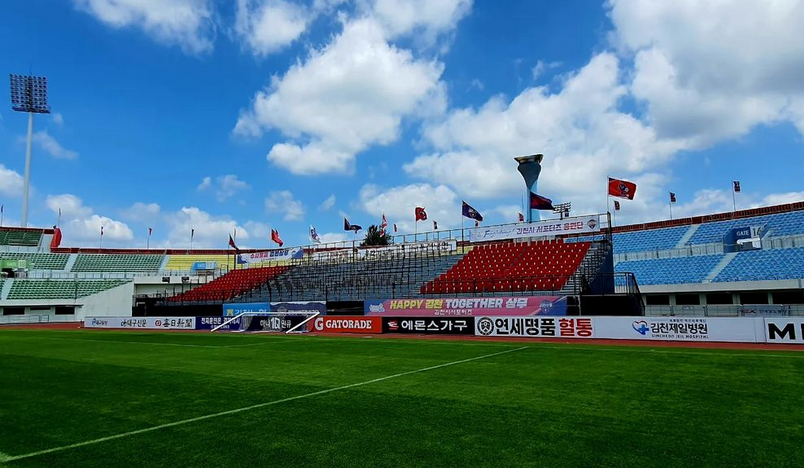
Sicht auf den Heimsupporterblock